# آنتوکو
آنتوکو (به اسپانیایی: Antuco) یک شهرستان در شیلی است که در استان بیو بیو واقع شده‌است. آنتوکو ۱٬۸۸۴٫۱ کیلومتر مربع مساحت و ۳٬۸۶۲ نفر جمعیت دارد و ۵۵۳ متر بالاتر از سطح دریا واقع شده‌است.